# Debreceni VSC
Debreceni VSC este o echipă de fotbal din Debrețin, Ungaria și este cel mai bun club al deceniului în Ungaria, câștigând șase titluri de campioană, ultimul fiind în sezonul 2011-2012. Echipa este cunoscută pentru participarea în UEFA Champions League în 2009. Porecla Loki vine de la Lokomotiv, de la legătura clubului de lungă durată cu căile ferate.

## Palmares

### Național
- Nemzeti Bajnokság I
  - Campioană (6):  2004–2005, 2005–2006, 2006–2007, 2008–2009, 2009-2010, 2011-2012
  - Vicecampioană (1):  2007–2008
- Cupa Ungariei
  - Câștigătoare (6):  1999, 2001, 2008, 2010, 2012, 2013
  - Finalistă (2):  2003, 2007
- Supercupa Ungariei
  - Câștigătoare (5):  2005, 2006, 2007, 2009, 2010
  - Finalistă (1):  2008
- Cupa Ligii Ungariei
  - Câștigătoare (1):  2010
  - Finalistă (1): 2008

### European
- Liga Campionilor UEFA
  - Faza grupelor: 2009–10
- Cupa UEFA Intertoto
  - Semifinale: 1998
- UEFA Europa League
  -  Faza Grupelor (1) : 2011

## Lotul sezonului 2013-2014
| Nr. |                  | Poziție | Jucător            |
| --- | ---------------- | ------- | ------------------ |
| 1   | Muntenegru       | P       | Vukašin Poleksić   |
| 4   | Coasta de Fildeș | M       | Joël Damahou       |
| 5   | Serbia           | F       | Aleksandar Trninić |
| 6   | Ungaria          | M       | László Zsidai      |
| 7   | Ungaria          | M       | Tibor Dombi        |
| 8   | Franța           | M       | Selim Bouadla      |
| 11  | Ungaria          | M       | János Ferenczi     |
| 13  | Ungaria          | F       | Pál Lázár          |
| 14  | Ungaria          | F       | Dániel Vadnai      |
| 15  | Ungaria          | M       | László Rezes       |
| 17  | Ungaria          | F       | Norbert Mészáros   |
| 18  | Ungaria          | F       | Péter Máté         |
| 19  | Slovenia         | A       | Dalibor Volaš      |
| 22  | Ungaria          | F       | Csaba Bernáth      |

| Nr. |         | Poziție | Jucător            |
| --- | ------- | ------- | ------------------ |
| 24  | Estonia | F       | Igor Morozov       |
| 25  | Serbia  | F       | Dušan Brković      |
| 26  | Senegal | A       | Ibrahima Sidibe    |
| 27  | Ungaria | M       | Ádám Bódi          |
| 28  | Ungaria | F       | Zoltán Nagy        |
| 29  | Ungaria | M       | István Spitzmüller |
| 45  | Serbia  | P       | Nenad Novaković    |
| 55  | Ungaria | M       | Péter Szakály      |
| 66  | Ungaria | A       | Márk Szécsi        |
| 69  | Ungaria | F       | Mihály Korhut      |
| 70  | Ungaria | A       | Tamás Kulcsár      |
| 87  | Ungaria | P       | István Verpecz     |
| 88  | Franța  | A       | L´Imam Seydi       |

## Jucători notabili
- Igor Bogdanovic
- Zoltán Böőr
- Tibor Dombi
- Balázs Dzsudzsák
- László Éger
- Viktor Hrachov
- Liviu Goian
- Ronald Habi
- Peter Halmosi
- Nicolae Ilea
- Sabin Ilie
- Csaba Madar
- István Palotás
- Radu Sabo
- Sándor Sallai
- Tamás Sándor
- Ibrahim Sidibe
- Marius Sumudica
- Csaba Szatmári
- Tibor Selymes
- Sandro Tomić

## Stadion

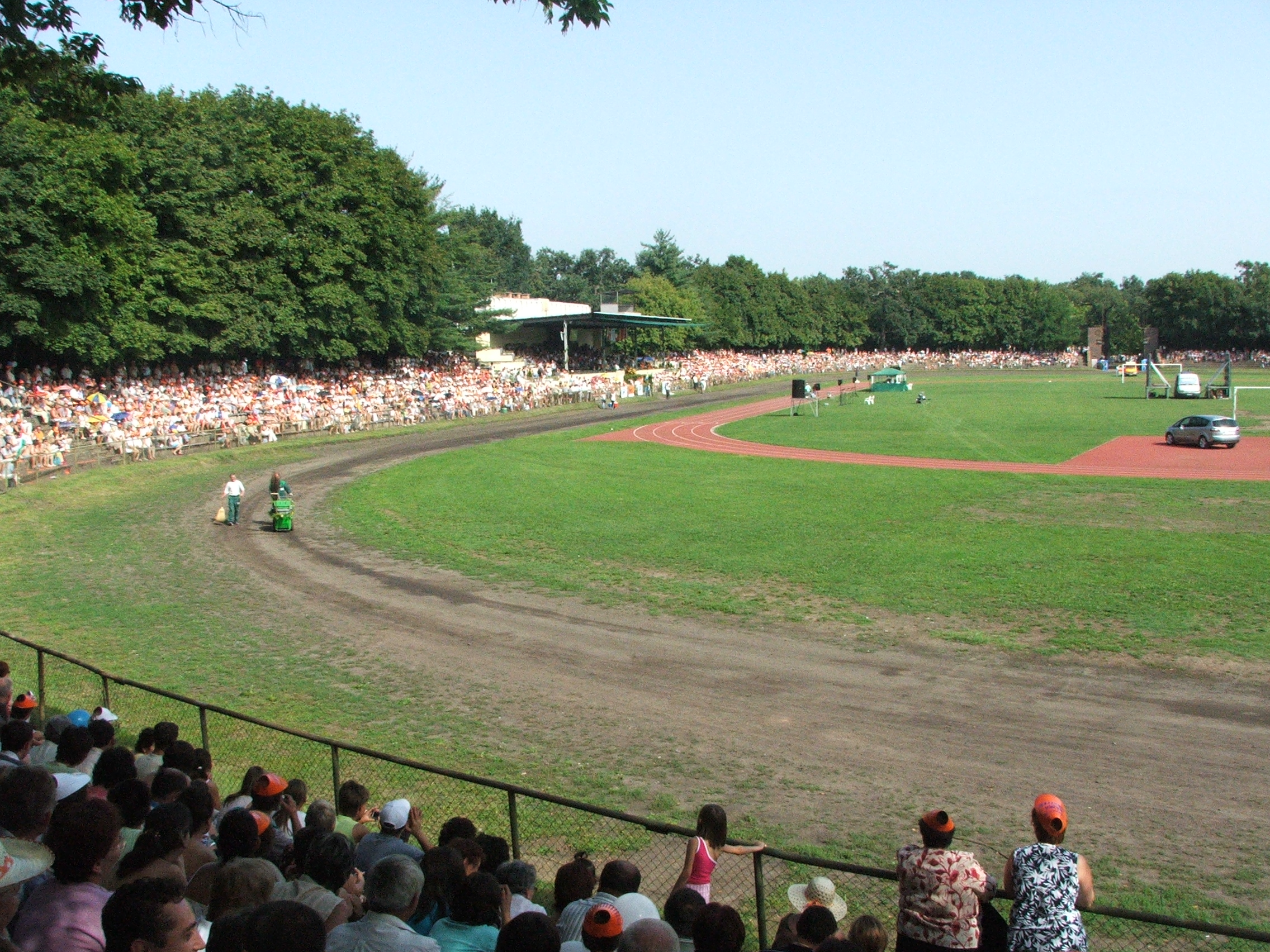
Stadionul Debrecen între 1979 și 1989

Între anii 1979 și 1989 Debreceni VSC a jucat pe Stadionul Debrecen, după care s-a muat pe Stadionul Oláh Gábor Út. Acesta are o capacitate 10.200 de locuri. Acesta nu a mai ăndeplinit cerințele UEFA, iar echipa a trebuit să joace pe Stadionul Ferenc Puskás din Budapesta. La meciurile din UEFA Champions League, echipa a fost susținută de 42.000 de suporteri la Budapesta. Stadionul Debrecen a intrat în reabilitare în 2013, iar în martie 2014 acesta va fi deschis și va redeveni stadionul echipei.

## Clasament UEFA
Acesta este clasamentul dat de UEFA în septembrie 2013:
| Loc | Mișcare | Precedent | Club         | Coeficient |
| --- | ------- | --------- | ------------ | ---------- |
| 155 |         | 159       | ADO Den Haag | 9.945      |
| 156 |         | 193       | Maribor      | 9.941      |
| 157 |         | 174       | Debrecen     | 9.850      |
| 158 |         | 165       | AEK Larnaca  | 9.366      |
| 159 |         | 163       | Brøndby IF   | 9.140      |

## Rezultate pe sezon
| Național  | Național  | Național  | Național  | Național  | Național  | Național  | Național  | Național  | Național  | Național | Național   | Național  | Internațional                  | Internațional     | Antrenor                |
| Campionat | Campionat | Campionat | Campionat | Campionat | Campionat | Campionat | Campionat | Campionat | Campionat | Cupa     | Cupa Ligii | Supercupa | Internațional                  | Internațional     | Antrenor                |
| Nr.       | Sezon     | MP        | W         | D         | L         | GF–GA     | Dif.      | Pts.      | Pos.      | Cupa     | Cupa Ligii | Supercupa | Competiție                     | Rezultat          | Antrenor                |
| --------- | --------- | --------- | --------- | --------- | --------- | --------- | --------- | --------- | --------- | -------- | ---------- | --------- | ------------------------------ | ----------------- | ----------------------- |
| 1.        | 1994–95   | 30        | 14        | 7         | 9         | 45–37     | +8        | 49        | 3rd       | L16      | 1          | 2         | Nu s-a calificat               | Nu s-a calificat  | Garamvölgyi             |
| 2.        | 1995–96   | 30        | 14        | 6         | 10        | 49–40     | +9        | 48        | 4th       | QF       | 1          | 2         | Nu s-a calificat               | Nu s-a calificat  | Garamvölgyi             |
| 3.        | 1996–97   | 34        | 14        | 10        | 10        | 55–38     | +17       | 52        | 5th       | L32      | 1          | 2         | Nu s-a calificat               | Nu s-a calificat  | Dunai                   |
| 4.        | 1997–98   | 34        | 13        | 9         | 12        | 46–48     | –2        | 48        | 9th       | L64      | 1          | 2         | Nu s-a calificat               | Nu s-a calificat  | Garamvölgyi             |
| 5.        | 1998–99   | 34        | 14        | 7         | 13        | 53–39     | +14       | 49        | 9th       | W        | 1          | 2         | Cupa Intertoto                 | SF                | Garamvölgyi             |
| 6.        | 1999–00   | 32        | 14        | 8         | 10        | 52–41     | +11       | 50        | 6th       | SF       | 1          | 2         | Cupa UEFA                      | 1st R             | Garamvölgyi             |
| 7.        | 2000–01   | 36        | 13        | 5         | 18        | 58–64     | –6        | 47        | 11th      | W        | 1          | 2         |                                |                   | Komjáti                 |
| 8.        | 2001–02   | 38        | 9         | 17        | 12        | 47–53     | –6        | 44        | 8th       | L16      | 1          | 2         | Cupa UEFA                      | 1st R             | Pajkos, Dajka           |
| 9.        | 2002–03   | 32        | 13        | 14        | 5         | 57–38     | +19       | 53        | 3rd       | R        | 1          | 2         | Nu s-a calififcat              | Nu s-a calififcat | Szentes                 |
| 10.       | 2003–04   | 32        | 16        | 8         | 8         | 51–32     | +19       | 56        | 3rd       | L32      | 1          | 2         | Cupa UEFA                      | 3rd R             | Szentes                 |
| 11.       | 2004–05   | 30        | 19        | 5         | 6         | 57–25     | +32       | 62        | 1st       | L16      | 1          | 2         | Cupa Intertoto                 | 1st R             | Szentes, Supka          |
| 12.       | 2005–06   | 30        | 20        | 8         | 2         | 69–34     | +35       | 68        | 1st       | SF       | 1          | W         | Champions League               | 3QR               | Supka                   |
| 13.       | 2006–07   | 30        | 22        | 3         | 5         | 63–21     | +42       | 69        | 1st       | R        | 1          | W         | Champions League               | 2nd QR            | Supka, Beránek          |
| 14.       | 2007–08   | 30        | 19        | 7         | 4         | 67–29     | +38       | 64        | 2nd       | W        | R          | W         | Champions League               | 2nd QR            | Herczeg                 |
| 15.       | 2008–09   | 30        | 21        | 5         | 4         | 70–29     | +41       | 68        | 1st       | QF       | GS         | R         | Cupa UEFA                      | 2QR               | Herczeg                 |
| 16.       | 2009–10   | 30        | 20        | 2         | 8         | 63–37     | +26       | 62        | 1st       | W        | W          | W         | Champions League               | GS                | Herczeg                 |
| 17.       | 2010–11   | 30        | 12        | 10        | 8         | 53-43     | +10       | 46        | 5th       | L16      | R          | W         | Champions league/Europa league | 3QR/GS            | Herczeg, Ščasný, Kondás |
| 18.       | 2011–12   | 30        | 22        | 8         | 0         | 64-18     | +46       | 74        | 1st       | W        | SF         |           | Nu s-a calificat               | Nu s-a calificat  | Kondás                  |
| 19.       | 2012–13   | 28        | 14        | 4         | 10        | 44-30     | +14       | 46        | 6th       | W        | QF         | R         | Champions league/Europa league | 3rd QR/PO         | Kondás                  |
| 20.       | 2013–14   | 12        | 7         | 3         | 2         | 28-13     | +15       | 24        | 3rd       | L16      |            | R         | Europa League                  | TBD               | Kondás                  |

Note
- Note 1: Cupa Ligii este doar din 2007
- Note 2: Supercupa este doar din 1992
- Note 3: Campionata fost doar toamna
- Note 4: Play-off pentru locurile 1-5
- Note 5: sezon a fost abandonat după 4 etape, și nu este oficial
- Note 6: Keleti Csoport (Divizia de Est)

Alte Note 

- Runde ale cupelor- L64 (ultimele 64), L32, L16, QF, SF, R, W